# Západogermánské jazyky

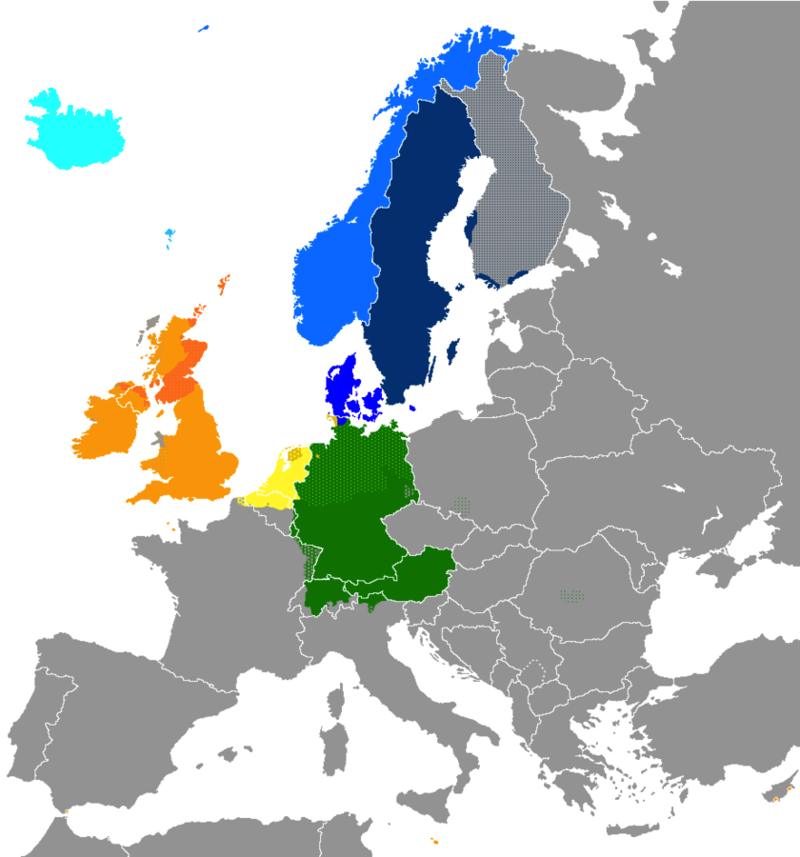
Rozšíření germánských jazyků v současné Evropě
Severogermánské jazyky
Islandština
Faerština
Norština
Švédština
Dánština
Západogermánské jazyky
Skotština
Angličtina
Fríské jazyky
Nizozemština
Dolnoněmčina
Hornoněmčina

Západogermánské jazyky tvoří největší ze tří větví germánské jazykové rodiny (dalšími jsou severogermánské a zaniklé východogermánské jazyky). Západogermánská větev se klasicky dělí na tři větve: ingveonskou, která zahrnuje angličtinu, dolnoněmecké jazyky a fríské jazyky; istveonskou, která zahrnuje holandštinu a její blízké příbuzné jazyky; a irminoskou, která zahrnuje němčinu a její blízké příbuzné jazyky a varianty.
Angličtina je zdaleka nejrozšířenějším západogermánským jazykem s více než 1 miliardou mluvčích po celém světě. V Evropě jsou tři nejrozšířenější západogermánské jazyky angličtina, němčina a holandština. Fríština, kterou mluví přibližně 450 000 lidí, představuje čtvrtou odlišnou variantu západogermánštiny. Jazyková rodina zahrnuje také afrikánštinu, jidiš, dolnosaské jazyky, lucemburština, hunsrik a skotštinu. Kromě toho několik kreolských, patois a pidžin jazyků vycházející z holandštiny, angličtiny nebo němčiny.

## Rozdělení

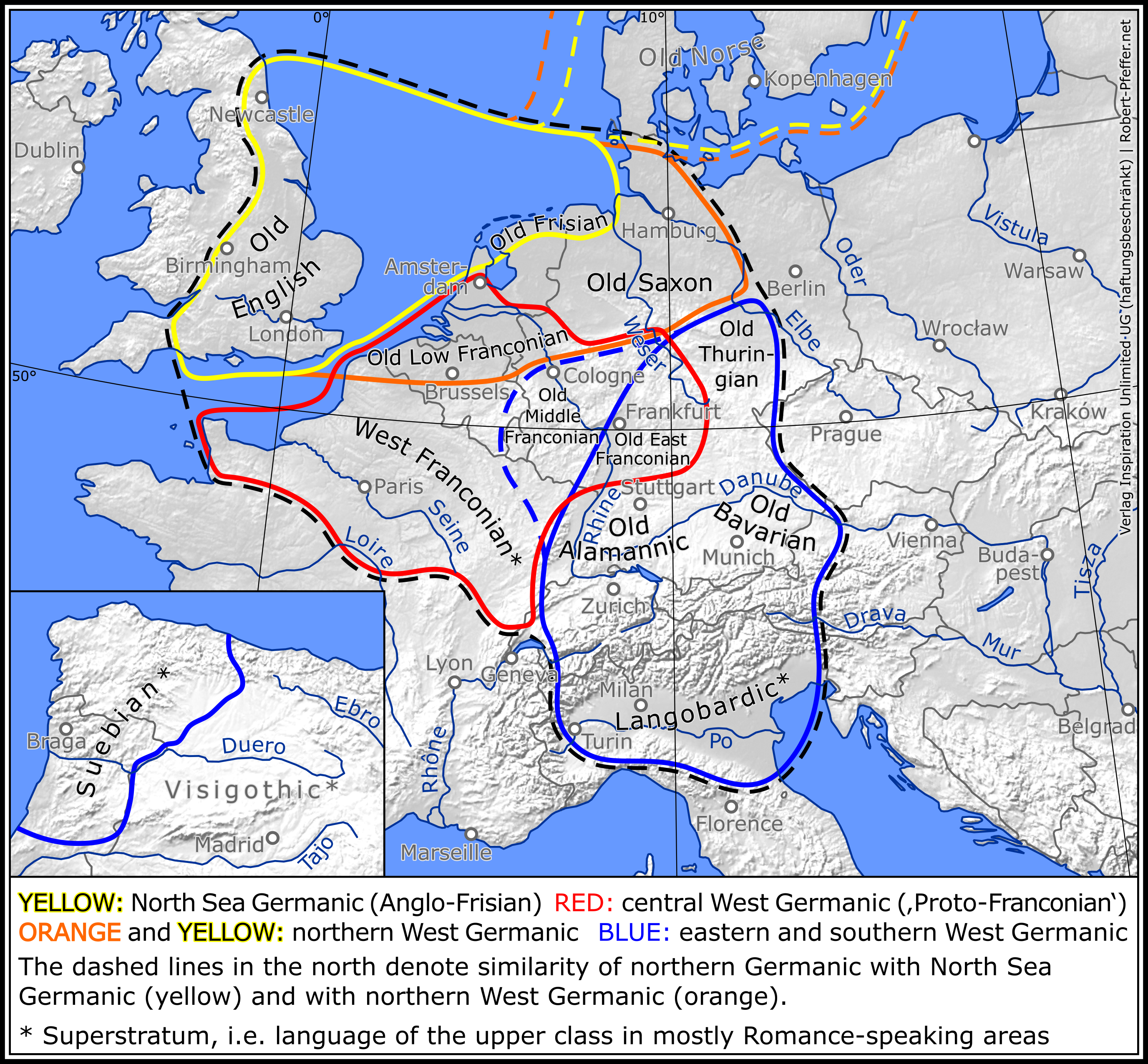
Západogermánské jazyky cca v roce 580

- anglofríská větev
  - angličtina
  - skotština
  - fríština
- dolnoněmecko-dolnofrancká větev
  - dolnoněmčina
  - plautdietsch
  - nizozemština
  - afrikánština
- hornoněmecká větev
  - němčina
  - ripuarština
  - lucemburština
  - falčtina
  - bavorština
  - alemanština
  - alsaština
  - švýcarská němčina
  - jidiš
  - pensylvánská němčina
  - vilamovština